# Quer
Quer – gmina w Hiszpanii, w prowincji Guadalajara, w Kastylii-La Mancha, o powierzchni 14,63 km². W 2011 roku gmina liczyła 676 mieszkańców.